# فهرست فیلم‌های ایرانی سال ۱۳۸۴
فهرست فیلم‌های ایرانی سال ۱۳۸۴

## فهرست
| عنوان                         | کارگردان                            | نویسنده                     | بازیگران |
| ----------------------------- | ----------------------------------- | --------------------------- | --- |
| آتش‌بس                         | تهمینه میلانی                       | تهمینه میلانی               | محمدرضا گلزار، مهناز افشار |
| آرامش در میان مردگان          | مهرداد فرید                         | مهرداد فرید                 | گلاب آدینه |
| آفساید                        | جعفر پناهی                          | جعفر پناهی، شادمهر راستین   | محسن تنابنده، شایسته ایرانی |
| آکواریوم                      | ایرج قادری                          | ایرج قادری                  | ایرج قادری |
| ابراهیم خلیل‌الله              | محمدرضا ورزی                        | محمدرضا ورزی                | محمد صادقی |
| از دوردست                     |                                     |                             | کوروش تهامی، بهناز جعفری، داریوش ارجمند، همایون ارشادی |
| اسب                           |                                     |                             | رضا کیانیان، بابک حمیدیان |
| اسپاگتی در هشت دقیقه          | رامبد جوان                          | رامبد جوان                  | رامبد جوان |
| این ترانه عاشقانه نیست        | رحمان رضایی (کارگردان)              | رحمان رضایی (کارگردان)      | میترا حجار |
| باغ آلوچه                     | بهروز شعیبی                         |                             | حسن شکوهی، شهاب حسینی |
| بربادرفته                     |                                     |                             | نیکی کریمی، محمدرضا فروتن |
| بلیت‌ها                        | عباس کیارستمی، کن لوچ، ارمانو اولمی | ارمانو اولمی، عباس کیارستمی | کارلو دله پیانه، ولری برونی تدسکی، کارولینا بنونگا، روبرتو نوبیله، کیارا جنسینی |
| به نام پدر                    | ابراهیم حاتمی‌کیا                    | ابراهیم حاتمی‌کیا            | پرویز پرستویی |
| پابرهنه در بهشت               | بهرام توکلی                         | بهرام توکلی                 | امین تارخ |
| پروانه‌ای در مه                |                                     |                             | عسل بدیعی |
| پروین                         | مرتضی احمدی هرندی                   |                             | آناهیتا نعمتی، جلیل فرجاد |
| پیشنهاد بی‌شرمانه به نقاش مرده |                                     |                             | حامد بهداد، رضا رویگری |
| تقاطع                         | ابوالحسن داوودی                     |                             | فاطمه معتمدآریا، بهرام رادان، بیژن امکانیان، باران کوثری، سروش صحت، آفرین عبیسی |
| تله                           | سیروس الوند                         |                             | محمدرضا گلزار |
| جاده‌های کیارستمی              | عباس کیارستمی                       | عباس کیارستمی               | |
| جای او دیگر خالی نیست         | مهرداد خوشبخت                       |                             | شیرین بینا |
| جایی در دوردست                | خسرو معصومی                         |                             | |
| جمشید و خورشید                | بهروز یغمائیان                      |                             | |
| جنایت و جنحه                  |                                     |                             | رضا رویگری |
| چپ‌دست                         | آرش معیریان                         | بهمن معتمدیان               | |
| چند می گیری گریه کنی          | شاهد احمدلو                         | محسن تنابنده، حسن وارسته    | منوچهر نوذری ،حمید لولایی، ابوالفضل پورعرب |
| چوپان دروغگو                  | سیروس حسن پور                       | نغمه ثمینی، محمد رضایی‌راد   | |
| چه کسی امیر را کشت؟           | مهدی کرم‌پور                         |                             | خسرو شکیبایی |
| چهارشنبه‌سوری                  | اصغر فرهادی                         | اصغر فرهادی، مانی حقیقی     | هدیه تهرانی، ترانه علیدوستی، حمید فرخ‌نژاد، پانته‌آ بهرام، سحر دولتشاهی، هومن سیدی                                                                                                   |
| حکم                           | مسعود کیمیایی                       | مسعود کیمیایی               | عزت‌الله انتظامی، خسرو شکیبایی، لیلا حاتمی، بهرام رادان |
| خاک سرد                       | رضا سبحانی                          |                             | محمدرضا فروتن |
| خانه روشن                     | وحید موسائیان                       | مهران کاشانی                | بیوک میرزایی، لیلا زارع |
| دم صبح                        |                                     |                             | حسین یاری |
| ذوالجناح، روز پنجاه هزار سال  | محمدرضا وطن‌دوست                     |                             | |
| راه طی‌شده                     | عباس رافعی                          |                             | پژمان بازغی |
| رؤیای خیس                     | پوران درخشنده                       |                             | فرامرز قریبیان |
| رقص با ماه                    | عبدالرضا کاهانی                     |                             | |
| زاگرس                         | محمدعلی نجفی (فیلم‌ساز)              | شادمهر راستین               | |
| زمان می‌ایستد                  | علی‌رضا امینی                        |                             | هانیه توسلی |
| زمستان است                    | رفیع پیتز                           | محمود دولت‌آبادی             | میترا حجار |
| زن بدلی                       |                                     | پیمان عباسی                 | |
| زیر درخت هلو                  | ایرج طهماسب                         | ایرج طهماسب                 | حمید جبلی |
| ستاره‌ها ۱: ستاره می‌شود        | فریدون جیرانی                       | فریدون جیرانی               | |
| ستاره‌ها ۲: ستاره‌است           | فریدون جیرانی                       | فریدون جیرانی               | |
| ستاره‌ها ۳: ستاره بود          | فریدون جیرانی                       | فریدون جیرانی               | |
| سرتو بدزد رفیق                | علی عبدالعلی‌زاده                    |                             | |
| سرخی سیب کال                  | محمدعلی طالبی                       | محمدعلی طالبی               | شیرین بینا |
| سرگیجه                        | محمد زرین‌دست                        | مرتضی شایسته                | |
| سفر به هیدالو                 | مجتبی راعی                          | مجتبی راعی                  | |
| سکس و فلسفه                   | محسن مخملباف                        | محسن مخملباف                | دلیر نظراف |
| شاعر زباله‌ها                  | محمد احمدی                          | محسن مخملباف                | |
| شام عروسی                     | ابراهیم وحیدزاده                    | پیمان معادی                 | |
| شاهزاده ایرانی                | محمد نوری‌زاد                        |                             | داریوش ارجمند |
| شب بخیر فرمانده               | انسیه شاه‌حسینی                      |                             | لادن مستوفی |
| شغال                          | اصغر نصیری                          |                             | |
| شهرآشوب                       | یدالله صمدی                         |                             | حسین یاری، جعفر دهقان، محمود پاک‌نیت، سام درخشانی، الهام حمیدی، سعید نیک‌پور، محمد صادقی (بازیگر)، رویا تیموریان                                                                     |
| صحنه جرم، ورود ممنوع!         | ابراهیم شیبانی                      |                             | |
| عروسک فرنگی                   | فرهاد صبا                           |                             | خسرو شکیبایی |
| عصر جمعه                      | مونا زندی حقیقی                     | فرید مصطفوی                 | رؤیا نونهالی |
| فصل ممنوعه                    | فریبرز کامکاری                      | فریبرز کامکاری              | فرامرز قریبیان، مهتاج نجومی، مریم بوبانی، سیروس کهوری نژاد |
| قتل آنلاین                    | مسعود آب‌پرور                        | حجت قاسم زاده اصل           | جمشید هاشم پور، حمید گودرزی، شهاب حسینی، الناز شاکر دوست، یکتا ناصر |
| قصه داوود و قمری              | آیدا پناهنده                        |                             | |
| قلقلک                         | مسعود نوابی                         |                             | بیژن امکانیان |
| کارگران مشغول کارند           | مانی حقیقی                          | مانی حقیقی، عباس کیارستمی   | مهناز افشار |
| کاندیداتور                    | محمد درمنش                          |                             | |
| گال                           | ابوالفضل جلیلی                      | ابوالفضل جلیلی              | مهدی اسدی |
| گزارش مریم                    | اسماعیل براری                       |                             | فرامرز قریبیان |
| گفتگو با سایه                 | خسرو سینایی                         | خسرو سینایی                 | |
| گل یا پوچ                     | ابوالفضل جلیلی                      | ابوالفضل جلیلی              | |
| محکومین بهشت                  | حجت‌الله سیفی                        |                             | محمود عزیزی |
| مسیح                          | نادر طالب‌زاده                       |                             | |
| من و دبورا                    | سید ضیاءالدین دری                   |                             | کامشاد کوشان |
| نوک برج                       | کیومرث پوراحمد                      | سروش صحت                    | |
| وقتی همه خواب بودند           | فریدون حسن‌پور                       | فریدون حسن‌پور               | |
| هفت‌رنگ                        | مازیار محمدی‌نژاد                    |                             | |
| هوو                           | علی‌رضا داوودنژاد                    |                             | رضا عطاران |
| یادداشت بر زمین               | علی محمد قاسمی                      |                             | |
| یک بوس کوچولو                 | بهمن فرمان‌آرا                       | بهمن فرمان‌آرا               | رضا کیانیان، جمشید مشایخی، هوشنگ حریرچیان، هدیه تهرانی، جمشید هاشم‌پور، فاطمه معتمدآریا، فخری خوروش، بابک حمیدیان، پیام دهکردی، مریم سعادت، حسین کسبیان، احمد ساعتچیان، هدایت هاشمی |

## جشنواره فیلم فجر
بیست و چهارمین جشنواره فیلم فجر، در سال ۱۳۸۴ به دلیل تقارن با روزهای عزاداری ماه محرم، ده روز زودتر، در تاریخ سی دی تا دهم بهمن ۱۳۸۴ برگزار شد. در این دوره فیلم به نام پدر علاوه بر سیمرغ بلورین بهترین فیلم، بیشترین تعداد سیمرغ بلورین را گرفت. در این دوره، هیئت داوران هچ فیلمی را لایق دریافت سیمرغ بلورین ندانست و تنها به دادن سه دیپلم افتخار به فیلم‌های به نام پدر، به‌اهستگی و شاهزاده ایرانی بسنده کرد.

## اکران ۱۳۸۴
فیلم مکس (سامان مقدم) با فروش ۴۹۳۵۵۱۸۵۰۰ میلیون ریال، پرفروش‌ترین فیلم سال ۱۳۸۴ شد. شارلاتان (آرش معیریان) هم فروش بالای چهارصد میلیون تومان داشت.
همچنین فیلم دختران مرگ با کارگردانی حسین صمیمی همچنان در حال اکران در اروپا می باشد.